# Rørhat-slægten
Rørhat (Boletus) er svampeslægt, som tilhører rørhat-ordenen. Karl Johan-svampen er beskrevet i en særskilt artikel. De øvrige er ligeledes spiselige, men punktstokket indigo- rørhat kan af ukyndige forveksles med Boletus satanas, som forårsager maveforgiftninger. Den giftige art har imidlertid tydeligt net på stokken og lugter ubehageligt.

## Klassifikation
| Beskrevne arter |

De almindeligste danske svampe i denne slægt er:
- Karl Johan (svamp), populærnavn for svampearten Spiselig Rørhat, Boletus edulis.
- Brunstokket rørhat (Boletus badius).
- Rødsprukken rørhat (Boletus chrysenteron).
- Punktstokket Indigo-rørhat (Boletus erypthropus).

- Brunstokket rørhat (Boletus badius).
- Rødsprukken rørhat (Boletus chrysenteron).
- Punktstokket Indigo - rørhat (Boletus erypthropus).

| Andre arter |

- Se Liste over arter af Rørhat

## Sammenligning
| Kendetegn              | Brunstokket rørhat                   | Rødsprukken rørhat                 | Punktstokket Indigo                      |
| ---------------------- | ------------------------------------ | ---------------------------------- | ---------------------------------------- |
| Hat                    | 6-15 cm, kastaniebrun                | 4-12 cm, brun/rødbrun med sprækker | 8-18 cm, mørkebrun, filtet, blåner       |
| Rør                    | grålige/gullige                      | gullige/olivengrønne               | gule med røde mundinger                  |
| Stok                   | brun, cylindrisk                     | rød, med sprækker                  | gul med små røde korn                    |
| Kød                    | hvidt blåner ved tryk                | gulligt, blåner svagt ved tryk     | gult, blåner stærkt ved tryk             |
| Findested              | især i nåleskov, men også i bøgeskov | normalt i løvskov                  | Normalt i bøgeskov, sjældnere i nåleskov |
| Tidspunkt og forekomst | 08-11, hyppig                        | 07-10, almindelig                  | 07-09, almindelig                        |
| Kulinarisk værdi       | fin spisesvamp                       | god, men lidt anonym smag.         | Fremragende spisesvamp.                  |

## Signaturforklaring
- = lækker spise
- = spiselig
- = uspiselig
- = ukendt giftighed
- = advarsel
- = giftig
- = påvirker sindet